# 克罗米通
克罗米通（也称为N-乙基-邻巴豆酰甲基苯胺，N-Ethyl-N-(2-methylphenyl)but-2-enamide）是一种治疗疥疮的药物，分子式C13H17NO，涂于皮肤瘙痒患处。